# XLVIII Festival Internacional de la Cultura de Boyacá 2021
La 48.ª edición del Festival Internacional de la Cultura de Boyacá, celebrada en la ciudad colombiana de Tunja, tuvo lugar entre el 10 al 21 de noviembre de 2021.  Para esta edición el festival estará dedicada a los miles de artistas boyacenses que han luchado en medio de la adversidad para sobreponerse y salir a flote luego de la pandemia de Coronavirus COVID-19 a que se llevó a cientos de artistas y cultores. El evento expondrá las artes en toda su magnitud y reunirá representantes de la literatura, cine, gastronomía, música, artesanía, danza y teatro, con más de mil artistas boyacenses en escena, al igual que artistas de países de América, Europa, Asia y África y también con exponentes de diferentes regiones del país, los cuales se presentaran en 15 puntos de la geografía departamental. En esta edición del festival no habrá país o ciudad invitada de honor. Las actividades se desarrollaron teniendo en cuenta cada uno de los protocolos de bioseguridad establecidos por las autoridades nacionales y departamentales. 
El lanzamiento nacional del festival se llevó a cabo el 25 de octubre en el auditorio de Corferias en Bogotá en el marco de Agroexpo 2021, teniendo en cuenta que Boyacá es invitado de honor de la feria, con la presentación de la Fundación Haskala Colombia y la academia de danza Ritmo y Movimiento de Togüi.

El evento está organizado por:
Ramiro Barragán Adame (Gobernador de Boyacá)
Tatiana Ríos (Gestora Social del Departamento)
Sandra Mireya Becerra Quiroz (Secretaria de Cultura y Patrimonio de Boyacá)
Jorge Enrique Pinzón (Gerente Fondo Mixto de Cultura de Boyacá y Gerente del FIC)
y los coordinadores en cada una de las áreas del festival. 

## Artistas Destacados
| País participante | Arte   | Artista-Evento                |
| ----------------- | ------ | ----------------------------- |
| Colombia          | Música | Filarmónica Joven de Colombia |
| Colombia          | Música | Aterciopelados                |
| Colombia          | Música | Adriana Lucía                 |
| Colombia          | Música | Los Gaiteros de San Jacinto   |
| Colombia          | Música | La 33                         |
| Colombia          | Música | Rolling Ruanas                |
| Colombia          | Música | Puerto Candelaria             |
| Colombia          | Música | Systema Solar                 |
| Colombia          | Música | Fundación Arte Lírico         |
| Colombia          | Música | Fruko y sus Tesos             |
| Argentina         | Música | Piero                         |
| Canadá            | Música | Exciter                       |
| Cuba              | Música | Los Cuatro de Belén           |
| México            | Música | Los Panchos                   |
| Venezuela         | Música | Billo's Caracas Boys          |